# Mount Holly (Carolina del Norte)
Mount Holly es una ciudad ubicada en el condado de Gaston en el estado estadounidense de Carolina del Norte. La localidad en el año 2000, tenía una población de 9.618 habitantes en una superficie de 20.7 km², con una densidad poblacional de 477.4 personas por km².

## Geografía
Mount Holly se encuentra ubicada en las coordenadas 35°17′43″N 81°1′10″O / 35.29528, -81.01944. Según la Oficina del Censo, la localidad tiene un área total de 20,7 km² (8 mi²), de la cual 20,1 km² (7,8 mi²) es tierra y 0,5 km² (0,2 mi²) (2.51%) es agua.

### Localidades adyacentes
El siguiente diagrama muestra a las localidades en un radio de 12 kilómetros (7,5 mi) de Mount Holly.

## Demografía
En el 2000 la renta per cápita promedia del hogar era de $39.459, y el ingreso promedio para una familia era de $46.295. El ingreso per cápita para la localidad era de $20.161. En 2000 los hombres tenían un ingreso per cápita de $32.128 contra $23.965 para las mujeres. Alrededor del 10.80% de la población estaba bajo el umbral de pobreza nacional.